# خوان آنتونیو فلچا
خوان آنتونیو فلچا (اسپانیایی: Juan Antonio Flecha‎؛ زادهٔ ۱۷ سپتامبر ۱۹۷۷) دوچرخه‌سوار اهل اسپانیا است.
از باشگاه‌هایی که در آن رکاب زده‌است می‌توان به تیم موویستار، فاسا بورتولو، تیم لوتوان‌ال–یومبو، تیم اسکای، و تیم دوچرخه‌سواری وکانسولیل–دی‌سی‌ام اشاره کرد.